# Dia Internacional de la Llengua Materna
El Dia Internacional de la Llengua Materna fou aprovat a la Conferència General de la UNESCO del novembre de 1999 fixada pel 21 de febrer. En aquesta data s'entrega el premi Linguapax, en defensa del plurilingüisme.

## Història

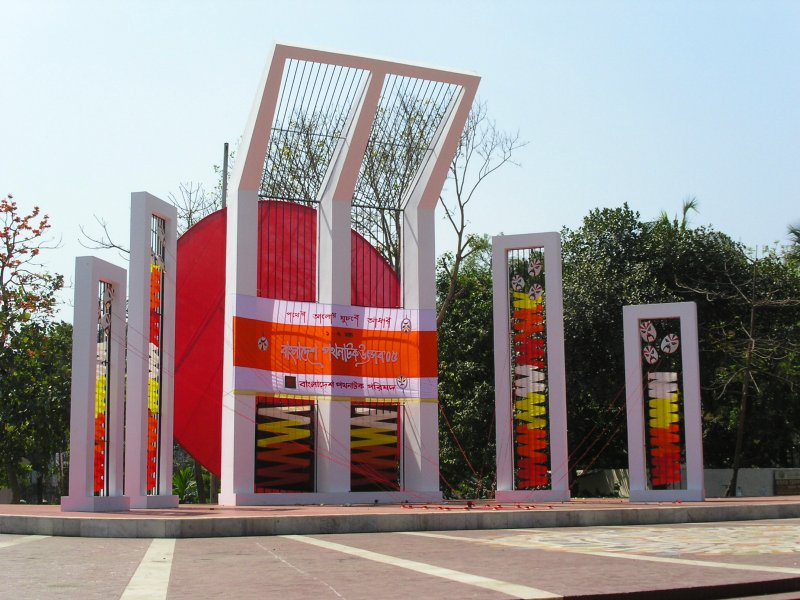
Shaheed Minar (Dacca), també anomenat Monument dels Màrtirs, situat a Dacca, commemora la lluita per la llengua bengalí.

Entre 1951 i 1952 el bengalí va ser l'objectiu central del Moviment per la Llengua Bengalí (Bhasha Andolon) a l'anomenat Bengala Oriental (avui Bangladesh). Tot i que el bengalí era parlat per la majoria de la població de Bengala Oriental, l'urdú era legalment l'única llengua nacional del Domini del Pakistan. El 21 de febrer de 1952 estudiants i activistes van ser tirotejats pels militars i la policia a la Universitat de Dacca i tres joves estudiants i altres persones van ser assassinades. Més tard, el 1999, la UNESCO va declarar el 21 de febrer com a Dia Internacional de la Llengua Materna, en reconeixement de les morts.